# Twistorteori
Twistorteorin är ett av många förslag som tagits fram till hur kvantgravitation kan uppnås. Teorins grundläggande byggstenar är kausala förlopp och rumtidens händelser.
Roger Penrose som är teorins upphovsman till kom fram till att det vanliga rumtidsperspektivet som användes för att förklara fysiska processer inte är lämpligt vare sig på planckskalan eller större skalor som de för elementarpartiklar. 
Roger Penrose införde därmed ett annat slags rum som han kallade twistorrum. I detta rum använder han sig av twistorer som koordinater. Twistorer är komplicerade och efter 30 år i forskningsfältet är de fortfarande ganska okända, även hos matematiker och fysiker. Twistorer måste både vara i spinn och röra sig i någon riktning. Twistorer var även ämnade att klargöra den roll komplexa tal spelar inom kvantmekaniken.
Twistorrummet är ett 3-dimensionellt komplext projektivt rum {\displaystyle \mathbb {CP} ^{3}}. En punkt i detta rum motsvarar en masslös partikels (till exempel en fotons) hela historia i den vanliga rumtiden. Detta kan liknas vid hur en linje i det projektiva planet motsvarar en enda punkt i det duala planet. Ekvationer kan överföras från rumtiden till twistorrummet vilket i vissa fall leder till förenklingar.
Twistorteorin har varit framgångsrik och lett till viktiga resultat i den klassiska allmänna relativitets- och fältteorin, men att den kommer att lösa kvantgravitationens gåtor är inte sannolikt enligt dagens fysiker och matematiker.